# Équipe de Guinée-Bissau de football à la Coupe d'Afrique des nations 2023
L’équipe de Guinée-Bissau de football participe à la Coupe d'Afrique des nations 2023 organisée au Cameroun du 13 janvier au 11 février 2024. Il s'agit de la quatrième participation des Djurtus, emmenés par Baciro Candé. Ils sont éliminés au premier tour, après deux défaites face au pays hôte (2-0) et à la Guinée équatoriale (4-2).

## Qualifications
La Guinée-Bissau est placée dans le groupe A des qualifications qui se déroulent de juin 2022 à septembre 2023. Les Djurtus se qualifient à l'issue de la cinquième journée.
| Rang | Équipe               | Pts | J | G | N | P | Bp | Bc | Diff |  | Résultats (▼ dom., ► ext.) |      |     |     |     |
| ---- | -------------------- | --- | - | - | - | - | -- | -- | ---- |  | -------------------------- | ---- | --- | --- | --- |
| 1    | Nigeria              | 15  | 6 | 5 | 0 | 1 | 22 | 4  | +18  |  | Nigeria                    |      | 0-1 | 2-1 | 6-0 |
| 2    | Guinée-Bissau        | 12  | 6 | 4 | 1 | 1 | 11 | 5  | +6   |  | Guinée-Bissau              | 0-1  |     | 2-1 | 5-1 |
| 3    | Sierra Leone         | 5   | 6 | 1 | 2 | 3 | 10 | 11 | -1   |  | Sierra Leone               | 2-3  | 2-2 |     | 2-2 |
| 4    | Sao Tomé-et-Principe | 1   | 6 | 0 | 2 | 4 | 3  | 26 | -23  |  | Sao Tomé-et-Principe       | 0-10 | 0-1 | 0-2 |     |

### Statistiques

#### Buteurs
| Buts | Joueurs                                                              |
| ---- | -------------------------------------------------------------------- |
| 3    | Jorginho, Zinho Gano                                                 |
| 1    | Mama Baldé, Zidane Banjaqui, Franculino Djú, Nito Gomes, Alfa Semedo |

## Préparation
La Guinée-Bissau s'incline lourdement face au Mali en match de préparation (6-2).
| Match amical   | Mali                                                                          | 6 - 2   | Guinée-Bissau           |                          |                          |
| 6 janvier 2024 | Y. Niakaté 6e · Coulibaly 15e · K. Doumbia 40e · Dorgeles 68e 85e · Sacko 75e | (3 - 2) | 37e Baldé · 42e C. Mané | Stade du 26-Mars, Bamako | Stade du 26-Mars, Bamako |

## Compétition

### Tirage au sort
Le tirage au sort de la CAN 2023 est effectué le 12 octobre 2023 au Parc des expositions d’Abidjan. La Guinée-Bissau, 19e nation africaine au classement FIFA (106e), est placée dans le chapeau 4. Le tirage place les Djurtus dans le groupe A, avec la Côte d'Ivoire (chapeau 1 en tant que pays-hôte, 50e au classement FIFA), le Nigeria, (chapeau 2, 40e) et la Guinée équatoriale (chapeau 3, 92e).

### Premier tour
| Rang | Équipe             | Pts | J | G | N | P | Bp | Bc | Diff |
| ---- | ------------------ | --- | - | - | - | - | -- | -- | ---- |
| 1    | Guinée équatoriale | 7   | 3 | 2 | 1 | 0 | 9  | 3  | +6   |
| 2    | Nigeria            | 7   | 3 | 2 | 1 | 0 | 3  | 1  | +2   |
| 3    | Côte d'Ivoire      | 3   | 3 | 1 | 0 | 2 | 2  | 5  | -3   |
| 4    | Guinée-Bissau      | 0   | 3 | 0 | 0 | 2 | 2  | 7  | -5   |

| Match d'ouverture     | Côte d'Ivoire               | 2 - 0 | Guinée-Bissau | Stade Alassane Ouattara, Abidjan |                       |
| 13 janvier 2024 20h00 | Fofana 4e · Krasso 58e      | (1-0) |               | Arbitrage : Amin Omar            | Arbitrage : Amin Omar |
| 13 janvier 2024 20h00 | Ndicka 30e · I. Sangaré 45e |       | 44e Cassamá   | Arbitrage : Amin Omar            | Arbitrage : Amin Omar |

| 2e journée            | Guinée équatoriale            | 4 - 2   | Guinée-Bissau                      | Stade Alassane Ouattara, Abidjan |                             |
| 18 janvier 2024 14h00 | Nsue 21e 51e 61e · Josete 46e | (1 - 1) | 37e (csc) Esteban · 90+3e Zé Turbo | Arbitrage : Samuel Uwikunda      | Arbitrage : Samuel Uwikunda |
| 18 janvier 2024 14h00 | Nlavo 83e · Buyla 90+5e       |         |                                    | Arbitrage : Samuel Uwikunda      | Arbitrage : Samuel Uwikunda |

| 3e journée            | Guinée-Bissau                               | 0 - 1   | Nigeria               | Stade Félix-Houphouët-Boigny, Abidjan |                              |
| 22 janvier 2024 17h00 |                                             | (0 - 1) | 36e (csc) O. Sanganté | Arbitrage : Bouchra Karboubi          | Arbitrage : Bouchra Karboubi |
| 22 janvier 2024 17h00 | S. Ajayi 44e · F. Oneka 50e · C. Bassey 94e |         |                       | Arbitrage : Bouchra Karboubi          | Arbitrage : Bouchra Karboubi |

### Statistiques

#### Buteurs
| Buts | Joueurs        | Adversaires            |
| ---- | -------------- | ---------------------- |
| 1    | Zé Turbo       | Guinée équatoriale (1) |
| csc  | Esteban Obiang | Guinée équatoriale (1) |